# Wilhelm Angeldorff

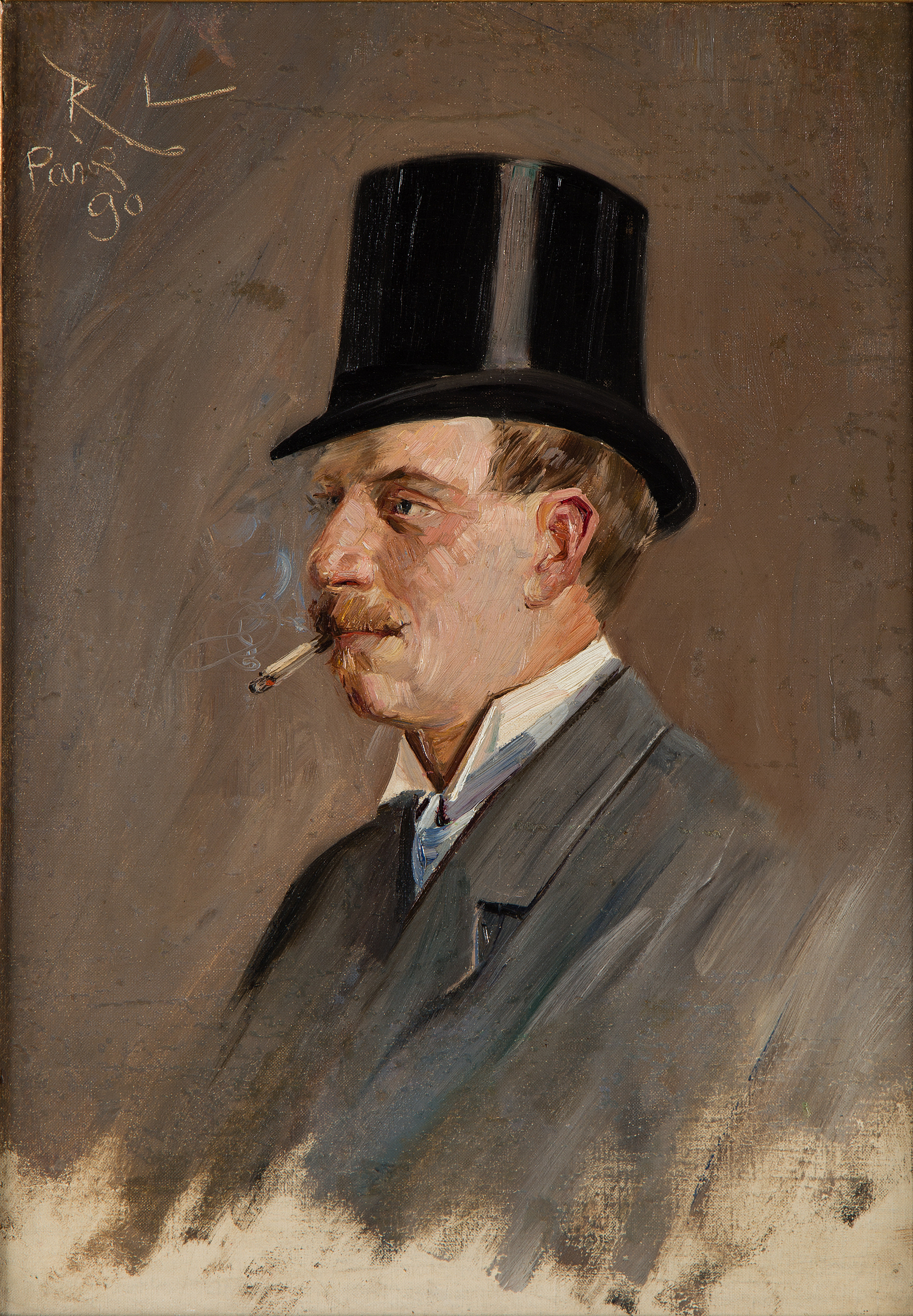
Wilhelm Angeldorff porträtterad av Robert Lundberg

Olof Wilhelm Benjamin Angeldorff, född 14 december 1864 i Västra Alstads församling i Malmöhus län, död 12 april 1914 i Sassnitz i Tyskland, var en svensk konstnär.
Han var son till Christoffer Olofsson Angeldorff och hans hustru i tredje giftet, Charlotta Helena Katarina Österberg. Han var halvbror till Oda Berg.
Angeldorff avlade studentexamen i Malmö 1884. Han studerade därefter några terminer vid Lunds universitet och var parallellt verksam som konstnär på denna ort under 1880-talet. Omkring 1890 reste han till Paris varifrån han fortsatte till London. Under perioden i Lund målade han porträtt och industribilder, bland annat från Carl Holmbergs mekaniska verkstad. Han kom senare att övergå mer till landskapsmålningar. Angeldorff är representerad vid Malmö museum med en landskapsmålning signerad Wilh. Angeldorff, Paris 1890.
1891 gifte sig Angeldorff med sin kusin Cécile Österberg i Paris. Makarna flyttade så småningom till England där de enligt folkräkningarna dock bodde på olika håll både 1901 och 1911.